# 羞隱鰭鯰
羞隱鰭鯰，為輻鰭魚綱鯰形目鯰科隱鰭鯰屬的其中一種，該物種為熱帶淡水魚，分布於亞洲越南東北部Cat Ba島淡水流域，體長可達13.2公分，棲息在底層水域，生活習性不明。